# Nouvelle Démocratie (Grèce)
Pour les articles homonymes, voir Nouvelle démocratie.

Drapeau de la Nouvelle démocratie.

La Nouvelle Démocratie (en grec : Νέα Δημοκρατία / Néa Dimokratía, ΝΔ ou ND) est un parti politique grec conservateur, fondé en 1974 par Konstantínos Karamanlís.

## Historique

### Création
Deux mois seulement après être revenu au pouvoir après la chute de la dictature des colonels en juillet 1974, Konstantínos Karamanlís fonde la Nouvelle Démocratie, un parti en vue de canaliser le soutien dont il dispose dans la population. Celle-ci remporte largement les élections de novembre 1974 (54,37 %). Le slogan durant ce scrutin est « Karamanlis ou les tanks ». L'organisation de jeunes du parti est fondée au même moment : c'est l'Organisation de jeunesse de Nouvelle Démocratie (en).
Konstantínos Karamanlis conçoit Nouvelle Démocratie comme un parti moderne et progressiste de centre-droit. Dans sa conférence nationale de 1979, la Nouvelle Démocratie définit son idéologie de « libéralisme radical », c’est-à-dire une double insistance : sur l'économie de marché d'abord, mais aussi sur l'intervention « décisive » de l'État pour maintenir la justice sociale.
La Nouvelle Démocratie regroupe également des personnalités d’extrême droite issues de la dictature des colonels.

### Évolution politique

#### 1974-1981: Premières victoires et conduite du gouvernement
Le parti remporte également les élections législatives de 1977 : s’il n’obtient que 41,88 % des suffrages, en revanche il obtient une confortable majorité au Parlement.  Konstantínos Karamanlis est confirmé à son poste de Premier ministre. Il s’attache à redéfinir les relations de la Grèce avec l’OTAN, et tente de résoudre la question chypriote, à la suite de l’invasion de l’île par la Turquie. Il favorise l’entrée de la Grèce au sein de la Communauté économique européenne (CEE), effective en 1981.  Konstantínos Karamanlis est très critiqué par les partis d’opposition (hostiles, par ailleurs, à l’intégration de la Grèce) pour n’avoir pas organisé de référendum sur cette question. 

#### 1981-1989: Alternance
En 1980,  Konstantínos Karamanlis se retire au profit de Geórgios Rállis qui est défait par le PASOK lors des élections législatives de 1981.

#### 1989-1993: Retour au pouvoir en coalition
En juin 1989, Nouvelle Démocratie revint au pouvoir au sein d’une coalition gouvernementale dirigée par Tzannís Tzannetákis et rassemblant notamment la Coalition de Gauche et de Progrès (gauche communiste et non communiste). Cette participation à un gouvernement de coalition est prolongée au sein du gouvernement de Xenophón Zolótas (novembre 1989-avril 1990). Au lendemain de nouvelles élections tenues le 8 avril 1990, Nouvelle Démocratie est en situation de gouverner seule (gouvernement de Konstantínos Mitsotákis). 

#### 1993-2004: Décennie à l'écart du pouvoir
En 1993, Nouvelle Démocratie est évincée du pouvoir par le PASOK et connaît une longue période de défaites électorales (1996 et 2000).
Une scission emmenée par Geórgios Karatzaféris conduit à la création de l'Alerte populaire orthodoxe en 2000, une formation nationaliste, souverainiste, anti-immigration et antisémite.

#### 2004-2009: Gouvernement de Kóstas Karamanlís
En janvier 2004, l’impopularité grandissante du gouvernement de Konstantínos Simítis conduit ce dernier à annoncer la tenue d’élections anticipées pour le 7 mars. Nouvelle Démocratie remporte le scrutin face au PASOK. Kóstas Karamanlís devint Premier ministre et remporte de nouveau les élections en septembre 2007. 

#### 2009-2012: Alternance, crise des subprimes et de la dette publique
Après la défaite de ND lors des élections d'octobre 2009, Antónis Samarás est élu comme chef du parti pour remplacer Kostas Karamanlis.
Au début de la crise de la dette publique grecque, de 2009 à 2011, le parti a tout d'abord une attitude hostile aux mesures proposées par le gouvernement de Giórgos Papandréou pour résoudre la crise. Il commence cependant à se diviser : plusieurs figurent marquantes du parti sont exclues ou le quittent en raison de leur opposition à la ligne d'opposition de Samaras (cinq députés en mai et novembre 2010, dont Dóra Bakoyánni, qui réintègrera cependant le parti lors des juin 2012). Le parti subit la concurrence de plusieurs nouvelles formations du centre libéral, comme l'Alliance démocrate (DISY) et Drassi, tout comme celle, à droite, des partis eurosceptiques et anti-mémorandum comme les Grecs indépendants de Pános Kamménos (qui a fait scission de ND) et du LAOS. Le parti change cependant de ligne lors de la constitution en novembre 2011 du gouvernement d'unité nationale dirigé par Loukás Papadímos. Il soutient alors les mesures de celui-ci, sans toutefois siéger au gouvernement.

#### 2012-2015: Gouvernement d'Antónis Samarás
Après les élections indécises de mai 2012, ND revient au pouvoir en juin 2012 à la tête du gouvernement Samarás, qui s'appuie sur une coalition ND-PASOK-DIMAR. Il le perd toutefois en janvier 2015 au profit de la gauche radicale de SYRIZA, dirigée par Aléxis Tsípras.

#### 2015-2019: dans l'opposition
Ayant appelé à voter oui au référendum de juillet 2015 sur le plan d'aide européen à la Grèce, où le non l'emporte avec 61,31 % des voix, Antonis Samaras démissionne de la présidence du parti. Le président par intérim, Evángelos Meïmarákis, ancien président du Parlement de 2012 à 2015, dispute les élections de septembre 2015, à l'issue desquelles il conserve sa place de leader de l'opposition. Il organise également l'élection du nouveau président du parti, où il se présente, laissant la direction par intérim à Ioánnis Plakiotákis.
Le 20 décembre 2015, le premier tour de l'élection du nouveau président du parti oppose Evángelos Meïmarákis (39,80 %), Kyriákos Mitsotákis (28,50 %), Apóstolos Tzitzikóstas (20,30 %) et Spyrídon-Ádonis Georgiádis (11,40 %). Les deux premiers (Meïmarakis et Mitsotákis) s'opposent lors d'un second tour, prévu le 10 janvier 2016.

#### Depuis 2019: Gouvernement de Kyriákos Mitsotákis
En juin 2019, après sa « victoire écrasante » lors des élections européennes sur la gauche du Premier ministre Aléxis Tsípras, la ND remporte les mairies d'Athènes et de Thessalonique ainsi que la quasi-totalité des régions grecques. Il remporte également les élections législatives anticipées de juillet 2019 avec 39,8 % des voix (contre 31,5 % pour son principal adversaire, Syriza). Kyriákos Mitsotákis devient Premier ministre le 8 juillet 2019.
La Nouvelle Démocratie est notamment parvenue à attirer les personnalités et électeurs d’extrême droite. Une partie de l'électorat d'Aube dorée s'est tournée vers elle, mais aussi les principales figures de l'Alerte populaire orthodoxe, dont son ancien dirigeant Spyrídon-Ádonis Georgiádis (nommé ministre de la Croissance et des investissements dans le nouveau gouvernement de Kyriakos Mitsotákis) ou encore Mavroudís Vorídis (devenu ministre de l'Agriculture et porte-parole de Nouvelle démocratie). L'historien Dimitris Kousouris indique que « le parti veut créer un bloc assez large avec toutes les forces conservatrices et nationalistes, et on y retrouve plusieurs politiciens d'extrême droite. »
Le gouvernement dirigé par Kyriakos Mitsotákis fait face au scandale du Predatorgate, qui implique l'utilisation présumée d'un logiciel espion par son gouvernement pour surveiller ses opposants politiques. Mitsotákis a qualifié ces actions d' « erreurs  »et a prétendu ne pas avoir eu connaissance de celles-ci. Les révélations de cette affaire ont conduit à la démission de deux membres proches de Mitsotákis : Panagiotis Kontoleon, chef de l'Organisation nationale de renseignement (EYP), et Grigoris Dimitriadis, secrétaire général du bureau du Premier ministre et également son neveu
Nouvelle Démocratie sort renforcée des élections de mai 2023 avec 40,8 % des suffrages. Le premier ministre Kyriakos Mitsotákis appelle toutefois à de nouvelles élections législatives en juin 2023 pour lui permettre d'obtenir la majorité absolue (à cinq sièges des 146 obtenus). 

## Idéologie
Le positionnement politique de la Nouvelle Démocratie va du centre droit à l’extrême droite,,,,,,,,. Les principales idéologies du parti ont été décrites comme libérales-conservatrices,,,, démocrates-chrétiennes, et pro-européennes,,.
Le parti dénonce l’accord de Prespa, passé en 2018, sur la reconnaissance de la Macédoine du Nord et accuse le Premier ministre Aléxis Tsípras d'avoir « trahi la nation », adoptant une rhétorique nationaliste,.
En vue des élections législatives de juillet 2019, il promet de baisser la TVA, les impôts sur les bénéfices des entreprises, l'accélération des privatisations, l'externalisation de certains services publics et la mise en place d'un programme d’« évaluation » des fonctionnaires.
L'universitaire Filippa Chatzistavrou relève qu'à l'issue des élections parlementaires de 2019, la chute d'Aube dorée et l'ouverture de la Nouvelle Démocratie sur sa droite « ont permis de réunir une droite xénophobe, une droite populiste-nationaliste et un centre-droit libéral. Ce mélange politique s'articule autour de trois pôles : Une forme d'autoritarisme dans la gestion de l'État ; un agenda très libéral sur le plan économique ; un populisme nativiste qui met en avant les politiques identitaires. » Le journaliste Dimitris Psarras, spécialiste de l’extrême droite grecque, note également que « Nouvelle Démocratie a des liens forts avec l’extrême droite ».

## Identité visuelle

Logo de 2010 à 2018.
Logo depuis 2018.

## Dirigeants
- Konstantinos Karamanlis (1974-1980)
- Geórgios Rállis (1980-1981)
- Evángelos Avéroff (1981-1984)
- Konstantínos Mitsotákis (1984-1993)
- Miltiádis Évert (1993-1997)
- Kóstas Karamanlís (21 mars 1997-30 novembre 2009)
- Antónis Samarás (30 novembre 2009-5 juillet 2015)
- Evángelos Meïmarákis (intérim, 5 juillet-24 novembre 2015)
- Ioánnis Plakiotákis (intérim, du 24 novembre 2015 au 10 janvier 2016)
- Kyriákos Mitsotákis (depuis le 10 janvier 2016)[30]

## Résultats électoraux

### Élections parlementaires

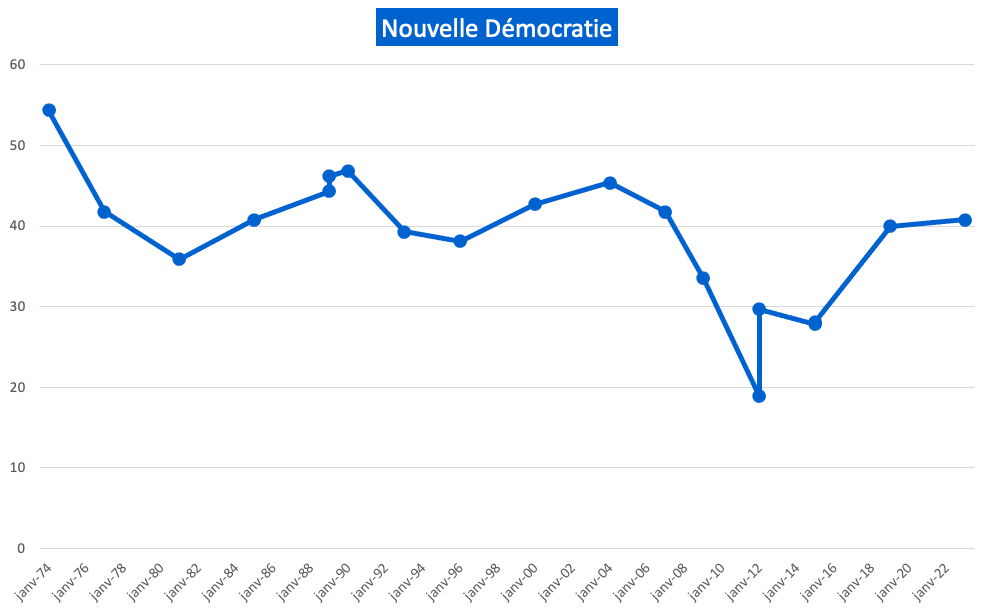
Evolution des résultats électoraux de Nouvelle Démocratie au Parlement Grec.

| Année   | Voix      | %     | Rang | Sièges    | Gouvernement                                  |
| ------- | --------- | ----- | ---- | --------- | --------------------------------------------- |
| 1974    | 2 669 133 | 54,37 | 1er  | 220 / 300 | Konstantínos Karamanlís VI                    |
| 1977    | 2 146 365 | 41,84 | 1er  | 171 / 300 | Konstantínos Karamanlís VII                   |
| 1981    | 2 034 496 | 35,87 | 2e   | 115 / 300 | Opposition                                    |
| 1985    | 2 599 681 | 40,85 | 2e   | 126 / 300 | Opposition                                    |
| 06/1989 | 2 887 488 | 44,25 | 1er  | 145 / 300 | Tzannetákis                                   |
| 11/1989 | 3 093 479 | 46,19 | 1er  | 148 / 300 | Zolótas                                       |
| 1990    | 3 088 137 | 46,89 | 1er  | 150 / 300 | Konstantínos Mitsotákis                       |
| 1993    | 2 711 241 | 39,30 | 2e   | 111 / 300 | Opposition                                    |
| 1996    | 2 584 765 | 38,12 | 2e   | 108 / 300 | Opposition                                    |
| 2000    | 2 935 242 | 42,74 | 2e   | 126 / 300 | Opposition                                    |
| 2004    | 3 359 058 | 45,36 | 1er  | 165 / 300 | Kóstas Karamanlís I                           |
| 2007    | 2 995 479 | 41,84 | 1er  | 152 / 300 | Kóstas Karamanlís II                          |
| 2009    | 2 295 967 | 33,47 | 2e   | 91 / 300  | Opposition (2009-2011), Papadímos (2011-2012) |
| 05/2012 | 1 192 051 | 18,85 | 1er  | 108 / 300 | Gouvernement interimaire                      |
| 06/2012 | 1 825 637 | 29,66 | 1er  | 129 / 300 | Samarás                                       |
| 01/2015 | 1 718 447 | 27,81 | 2e   | 76 / 300  | Opposition                                    |
| 09/2015 | 1 526 400 | 28,09 | 2e   | 75 / 300  | Opposition                                    |
| 2019    | 2 251 411 | 39,85 | 1er  | 158 / 300 | Kyriákos Mitsotákis I                         |
| 05/2023 | 2 407 860 | 40,79 | 1er  | 146 / 300 | Gouvernement interimaire                      |
| 06/2023 | 2 111 767 | 40,55 | 1er  | 158 / 300 | Kyriákos Mitsotákis II                        |

### Élections européennes
| Année | Députés | Voix      | %     | Rang | Groupe |
| ----- | ------- | --------- | ----- | ---- | ------ |
| 1981  | 8 / 24  | 1 779 462 | 31,34 | 2e   | PPE    |
| 1984  | 9 / 24  | 2 266 568 | 38,05 | 2e   | PPE    |
| 1989  | 10 / 24 | 2 647 215 | 40,41 | 1er  | PPE    |
| 1994  | 9 / 25  | 2 133 372 | 32,66 | 2e   | PPE    |
| 1999  | 9 / 25  | 2 314 371 | 36,00 | 1er  | PPE    |
| 2004  | 11 / 24 | 2 633 961 | 43,01 | 1er  | PPE    |
| 2009  | 8 / 22  | 1 655 636 | 32,39 | 2e   | PPE    |
| 2014  | 5 / 21  | 1 298 713 | 22,72 | 2e   | PPE    |
| 2019  | 8 / 21  | 1 873 080 | 33,12 | 1er  | PPE    |
| 2024  | 7 / 21  | 1 125 602 | 28,31 | 1er  | PPE    |